# Tijarafe
Tijarafe és un municipi de l'illa de La Palma, a les illes Canàries. La seva població està estancada, tot i que darrerament hi ha hagut un assentament d'alemanys. Antigament estava unit al municipi de Puntagorda.

## Població
| Any  | Població | Densitat    |
| ---- | -------- | ----------- |
| 1960 | 3.029    | -           |
| 1970 | 2.836    | -           |
| 1976 | 2.824    | -           |
| 1984 | 3.026    | -           |
| 1991 | 2.195    | -           |
| 1996 | 2.658    | -           |
| 2001 | 2.730    | 50.55 h/km² |
| 2002 | 2.765    | -           |
| 2003 | 2.687    | 49.98 h/km² |
| 2004 | 2.666    | 49.19 h/km² |
| 2006 | 2.720    | 53,89 h/km² |